# Sor intrépida
Sor intrépida és una pel·lícula dramàtica espanyola de 1952 dirigida per Rafael Gil Álvarez i protagonitzada per Dominique Blanchar, Francisco Rabal i María Dulce.

## Sinopsi
Història d'una cantant famosa que un bon dia decideix capgirar la seva vida i ingressa a un convent amb greus problemes econòmics per ajudar els altres, tot i el desconcert dels seus pares, amics i parents.

## Repartiment
- Dominique Blanchar - Sor María de la Asunción
- Francisco Rabal - Tomás
- María Dulce  - Sor Inés
- Julia Caba Alba - Tía Emilia
- Margarita Robles  - Sor Lucía
- José Isbert - Don Cosme
- Eugenio Domingo - Juan
- Carmen Rodríguez - Superiora
- Antonio Riquelme - Horacio
- Fernando Sancho - Mr. Evans
- Félix Fernández - Pare José
- Rosario García Ortega - Actriu
- Rafael Bardem - Director del banc
- Camino Garrigó - Germana portera
- Ramón Elías - Rigoberto
- María Isbert - Secretària de banc
- María Francés  - Mare Teresa
- José Prada - Doctor
- Manuel Kayser  - Cancerós
- Nani Fernández - Miriam
- José Nieto - Manuel
- María Cuevas - Madre Ángeles
- Ramón D. Faraldo - Indio herido
- Concha López Silva - Germana cuinera
- Matilde Muñoz Sampedro - Superiora del Vicariat
- Elisa Méndez  - Mare de Sor María

## Premis
Medalles del Cercle d'Escriptors Cinematogràfics
| Any  | Categoria        | Pel·lícula      | Resultat  |
| ---- | ---------------- | --------------- | --------- |
| 1952 | Millors decorats | Enrique Alarcón | Guanyador |